# Herbert Richter
Herbert Richter (n. 26 aprilie 1947, Chemnitz, Germania) este un ciclist german, medaliat olimpic. A participat la o ediție a Jocurilor Olimpice (1972) în care a câștigat o medalie de argint.

## Participări
Lista de mai jos prezintă principalele competiții la care a participat Herbert Richter de-a lungul carierei.
- cycling at the 1972 Summer Olympics – men's team pursuit[*]